# Jewgienija Chachina
Jewgienija Jewgienijewna Chachina (ros. Евгения Евгеньевна Хахина; ur. 19 listopada 1981 r.) – rosyjska biegaczka narciarska.

## Kariera
Po raz pierwszy na arenie międzynarodowej Jewgienija Chachina pojawiła się w lutym 2001 roku podczas Mistrzostw Świata Juniorów w Karpaczu, gdzie zajęła ósme miejsce w biegu na 5 km techniką klasyczną.
W Pucharze Świata zadebiutowała 25 października 2003 roku w Düsseldorfie od razu stając na podium. Była wtedy trzecia w sprincie techniką dowolną. Było to pierwsze i zarazem ostatnie podium w jej karierze. W klasyfikacji generalnej sezonu 2003/2004, zajęła 86. pozycję. Był to jedyny sezon, w którym Rosjanka startowała w zawodach pucharowych.
Nigdy nie brała udziału w mistrzostwach świata ani igrzyskach olimpijskich. W 2006 roku zakończyła karierę.

## Osiągnięcia

### Mistrzostwa świata juniorów
| Miejsce | Dzień    | Rok  | Miejscowość | Konkurs                | Wynik       | Strata      | Zwycięzca      |
| ------- | -------- | ---- | ----------- | ---------------------- | ----------- | ----------- | -------------- |
| 8.      | 1 lutego | 2001 | Karpacz     | 5 km stylem klasycznym | 15:42.6 min | +1:05.7 min | Lina Andersson |

### Puchar Świata

#### Miejsca w klasyfikacji generalnej
- 2003/2004: 86.

#### Miejsca na podium w zawodach chronologicznie
| Nr | Dzień           | Rok  | Miejscowość | Konkurencja            | Czas biegu | Pozycja | Strata | Zwycięzca         |
| -- | --------------- | ---- | ----------- | ---------------------- | ---------- | ------- | ------ | ----------------- |
| 1. | 25 października | 2003 | Düsseldorf  | Sprint stylem dowolnym | ?          | 3.      | -      | Gabriella Paruzzi |